# Poço Redondo
Poço Redondo este un oraș în Sergipe (SE), Brazilia.